# Tehrik-i-Taliban Pakistan

Bandeira da organização

Tehrik-i-Taliban Pakistan (TTP; urdu / pastó: تحریک طالبان پاکستان‎; "Movimento Talibã do Paquistão"), alternativamente referido como Talibã paquistanês, é uma organização guarda-chuva que reúne vários grupos militantes islâmicos com base no noroeste do Território Federal das Áreas Tribais, ao longo da fronteira com o Afeganistão, no Paquistão. A maioria, mas não todos, os grupos talibãs paquistaneses se aglutinam sob o TTP. Em dezembro de 2007 cerca de 13 grupos se uniram sob a liderança de Baitullah Mehsud, para formar o Tehrik-i-Taliban Pakistan. Entre os objetivos declarados do Tehrik-i-Taliban Pakistan são a resistência contra o Estado paquistanês, a aplicação da sua interpretação da xaria e um plano de união contra as forças lideradas pela OTAN no Afeganistão.
Essa organização terrorista, que proclama o extremismo religioso islâmico e o jihadismo, reúne 30 grupos estabelecidos originalmente no sul da região paquistanesa do Vaziristão, fazendo fronteira com o Afeganistão. Estima-se que em 2008 possuía aproximadamente de 30 a 35 mil membros em aliança com a Al Qaeda e o Talibã afegão.
Maulana Fazlullah tornou-se o novo líder do grupo no final de 2013. No ano seguinte, o TTP se fragmentou em pelo menos quatro grupos, com as ditas deserções tendo deixado o grupo em desordem considerável.

## Atentados
O TTP não está diretamente associado com o movimento Talibã afegão liderado por Mullah Omar, com ambos os grupos diferindo bastante em suas histórias, objetivos e interesses estratégicos, embora ambos sejam predominantemente pastós. O Talibã afegão, com o alegado apoio do Talibã paquistanês, opera contra a coalizão internacional e as forças de segurança afegãs no Afeganistão, mas são estritamente contrários ao direcionamento ao Estado paquistanês. O TTP, em contraste, tem como alvo quase exclusivamente elementos do Estado paquistanês apesar de ter levado o crédito pelo atentado a base de Chapman em 2009 e a tentativa de atentado na Times Square em 2010. Em 16 de dezembro de 2014, o TTP atacou uma escola do exército em Peshawar, matando 141 pessoas, incluindo 132 crianças. Os agentes da TTP reivindicaram a responsabilidade pelo ataque como uma resposta à ofensiva do exército paquistanês nas áreas tribais do nordeste do Paquistão, uma ação que já matou centenas de militantes.